# Expedició Discovery

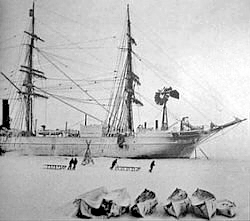
L'expedició del Discovery a l'Antàrtida

L'Expedició Discovery és el nom amb què es coneix l'Expedició Britànica Antàrtica realitzada entre 1901 i 1904. Fou la primera expedició oficial britànica a les regions de l'Antàrtida del segle xx, després de les expedicions de James Clark Ross realitzades el segle anterior entre 1839 i 1843. Organitzada per un comitè representatiu de la Royal Society i la Royal Geographical Society, la nova expedició va ser realitzada amb l'objectiu de dur a terme investigacions científiques i exploracions geogràfiques en el que es considerava, durant aquella època, un continent inexplorat. A més, va ser el punt d'inici de la carrera antàrtica de molts que van esdevenir personatges importants durant l'Edat heroica de l'exploració de l'Antàrtida: entre ells es troben Robert Falcon Scott, qui va encapçalar l'expedició, Ernest Shackleton, Edward Wilson, Frank Wild, Tom Crean i William Lashly.
Les seves troballes científiques van tenir una gran repercussió en la biologia, zoologia, geologia, meteorologia i magnetisme, principalment a partir dels importants descobriments geològics i zoològics concretats. Quant a exploracions geogràfiques, va ser descoberta la península d'Eduard VII, seguint la ruta d'exploració a través de les Muntanyes Transantàrtiques. L'expedició, tanmateix, no va aconseguir acostar-se gaire al pol Sud, cosa que era una de les seves principals intencions, assolint una cota màxima en les coordenades 82° 17′ S.
A més d'inspirar a futures expedicions, va passar a ser una fita en la història britànica de les exploracions antàrtiques. Va ser rebuda i celebrada com tot un esdeveniment, malgrat haver requerit una costosa missió per alliberar el Discovery i la seva tripulació del gel, i malgrat les disputes sorgides entorn de la veracitat d'alguns dels seus registres científics. S'ha arribat a la conclusió que la principal falla de l'expedició va ser la seva incapacitat per dominar les tècniques de desplaçament per les zones polars de manera eficient, usant esquís i gossos, problema que persistiria en la resta de les expedicions britàniques a l'Antàrtida de l'Època Heroica.

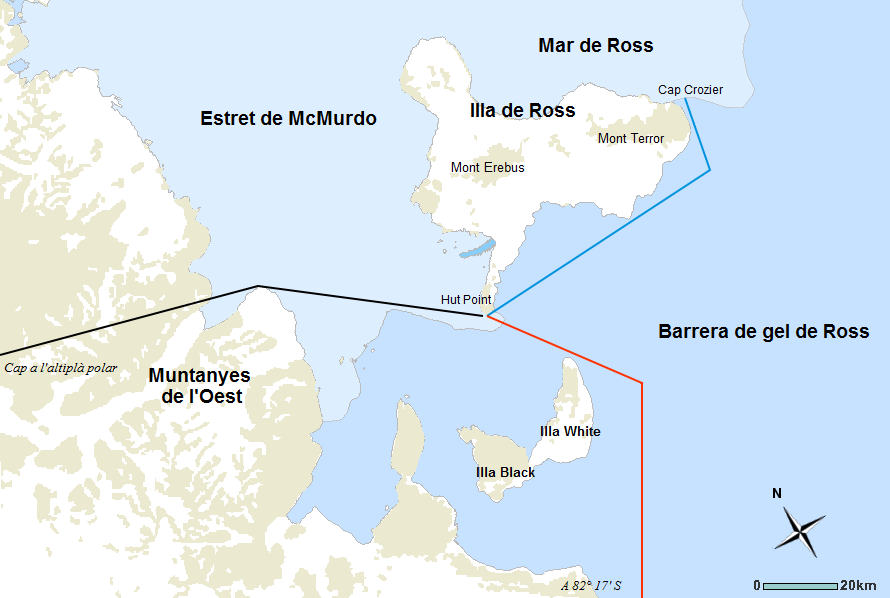
Mapa que mostra l'àrea de treball de l'Expedició Discovery, 1902-04. Viatges principals: Línia vermella: viatge del sud al sud-est, novembre de 1902 a febrer de 1903. Línia negra: viatge Occidental a través de les Muntanyes Occidentals a l'altiplà polar, desembre a octubre de 1903. Línia blava: viatges al punt de missatges i la colònia de pingüins emperador de Cap Crozier, octubre de 1902, setembre i octubre de 1903.

## Antecedents

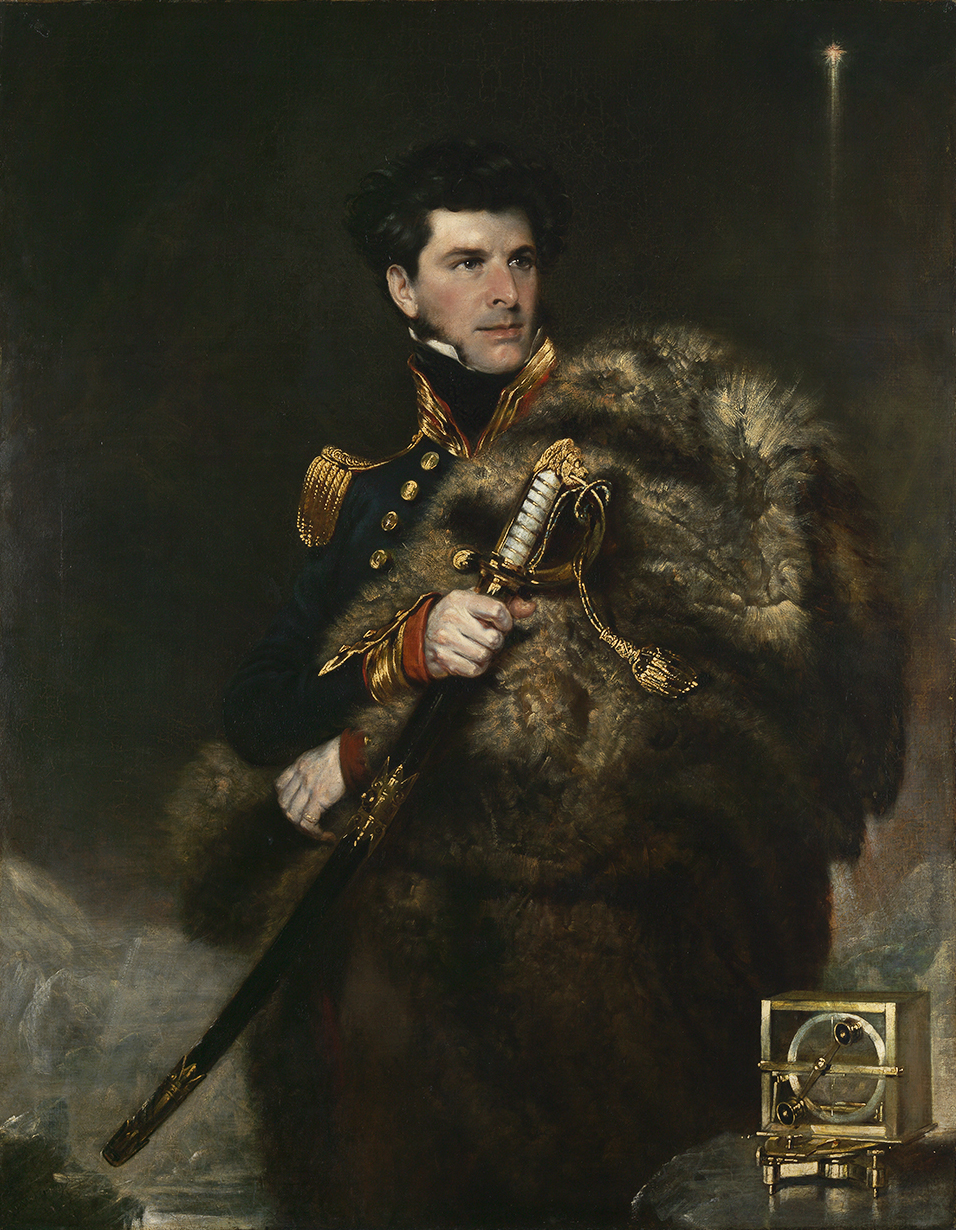
Sir James Clark Ross, descobridor del Mar de Ross, la barrera de gel de Ross i l'estret McMurdo

Entre 1839 i 1843, el capità de l'Armada Reial James Clark Ross —comandant els seus vaixells HMS Erebus i HMS Terror—, va completar tres recorreguts cap al continent antàrtic. Durant aquest lapse de temps, Ross va descobrir i va explorar un nou sector de l'Antàrtida, que després passaria a ser explorat per diverses expedicions britàniques, incloent-hi la del Discovery, i va establir a més la geografia general del continent, batejant gran part del relleu descobert. Els seus descobriments més notables van ser el mar de Ross, la Gran Barrera de Gel (més tard rebatejada com la barrera de gel de Ross), l'illa de Ross, l'illa Victòria, l'estret McMurdo i els volcans bessons mont Erebus i mont Terror.
Ross tornaria a la Barrera alguns cops més, esperant penetrar-hi, encara que va ser incapaç de fer-ho, aconseguint el seu trajecte més austral en 78° 10′, el febrer de 1842. Ross sospitava que hi havia terra cap a l'est de la barrera, però mai no va poder confirmar-ho.
Després del viatge de Ross no hi va haver cap altre viatge registrat a aquest sector de l'Antàrtida en cinquanta anys. Però el gener de 1895, un balener noruec va fer una breu estada al Cap Adare, l'extrem més septentrional de la Terra de Victòria. Quatre anys més tard Carsten Borchgrevink, que havia participat en aquell viatge, feia la seva pròpia expedició a la regió, en el Creu del Sud. Aquesta expedició va ser finançada amb una donació de 35.000 lliures del magnat editor britànic George Newnes, a condició que l'aventura fos anomenada "Expedició Antàrtica Britànica" (British National Antarctic Expedition). Borchgrevink va desembarcar al cap Adare el febrer de 1899, va aixecar-hi una petita cabana i va passar-hi l'hivern de 1899. L'estiu següent va navegar cap al sud fins a l'entrada de Ross a la Barrera. Un equip de tres tripulants varen anar amb trineu cap al sud sobre la superfície de la barrera arribant a un punt encara més al sud, a 78° 50′.
L'expedició Discovery es va planejar enmig d'un gran interès internacional per les regions antàrtiques en tombar del segle xix al XX. Una expedició alemanya comandada per Erich von Drygalski va salpar al mateix temps que el Discovery, per a explorar el sector del continent al sud de l'oceà Índic. L'explorador suec Otto Nordenskjold estava encapçalant una expedició a la Terra de Graham, i una expedició francesa sota comandament de Jean-Baptiste Charcot se n'anà a la Península Antàrtica. Finalment, el científic escocès William Speirs Bruce estava encapçalant una expedició científica al Mar de Weddell.

## Preparació de l'expedició

### Armada Reial, Markham i Scott
Sota la influència de sir John Barrow, segon secretari de l'Almirallat britànic, l'exploració polar s'havia convertit en el destí en temps de pau de la Royal Navy després de la Guerra Napoleònica. L'interès naval va disminuir després de la desaparició el 1845 de l'Expedició de Franklin que a bord dels vaixells de Ross, Erebus i Terror cercava el Pas del Nord-oest. No es va tornar a saber d'ells, tot i les moltes cerques posteriors. Després dels problemes trobats per l'expedició de 1874-1876 al Pol Nord, encapçalada per George Nares, i la seva declaració que el Pol Nord era "impracticable", l'Almirallat britànic es va convèncer que les futures exploracions polars serien perilloses, cares i en va.

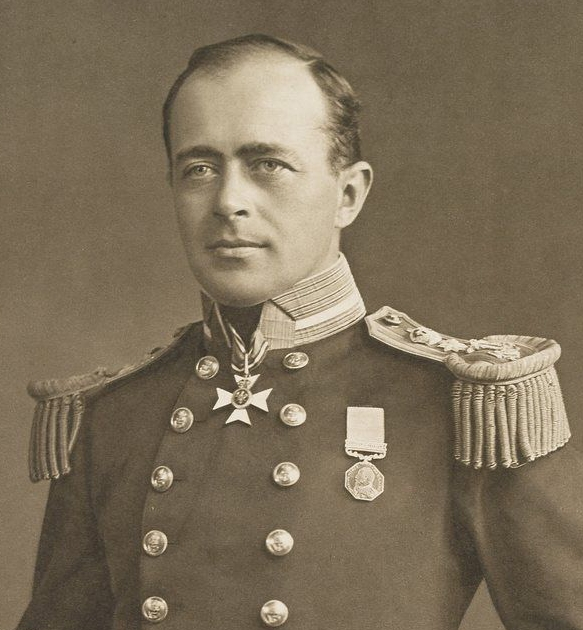
Capità Robert Falcon Scott, nomenat líder de l'Expedició Discovery

Tanmateix, el secretari de la Royal Geographical Society (i posterior president) Sir Clements Markham, antic marí de l'armada, havia servit en una de les expedicions de rescat de Franklin el 1851. També havia acompanyat Nares en una part d'aquella expedició, i esdevingué un ferm defensor que l'armada continués el seu rol històric. Una oportunitat per promoure aquesta ambició va sorgir el novembre de 1893, quan el prominent biòleg sir John Murray, que havia visitat aigües de l'antàrtic com a biòleg amb l'Expedició Challenger durant la dècada de 1870, es va adreçar a la Royal Geographical Society. Murray va presentar un article titulat "La Renovació de les exploracions antàrtiques", i proposava una expedició a gran escala en benefici de la ciència britànica. La iniciativa va rebre un fort suport, tant per part de Markham com pel primer cos científic del país, la Royal Society. Es va constituir una comissió mixta de les dues societats per a decidir la forma d'abordar l'expedició proposada. La visió de Markham sobre una operació naval en tota regla seguint l'estil de Ross o Franklin, trobava l'oposició per una part de la comissió mixta, però la seva tenacitat era tal que l'expedició es va dissenyar finalment amb bona part dels seus desigs. El seu cosí i biògraf més tard escriuria que "l'expedició era la creació del seu cervell i el producte de la seva energia persistent".
Feia temps que era pràctica habitual de Markham fixar-se en oficials navals joves i prometedors que podrien arribar a ser adequats per a tenir responsabilitats polars, si es presentava l'oportunitat. Havia conegut el guardiamarina Robert Falcon Scott el 1887, mentre servia amb HMS Rover a Saint Kitts, i se n'havia recordat. Tretze anys més tard, Scott, en aquell moment un tinent de Torpedes al HMS Majestic, estava mirant de progressar a la seva carrera, i una trobada casual amb Sir Clements a Londres el va portar a presentar-se per a dirigir l'expedició. Feia temps que Markham pensava en Scott, encara que no era la seva primera opció, però altres candidats més afavorits o bé s'havien fet massa vells, o no estaven ja disponibles. Amb el suport determinant de Markham, el nomenament de Scott es va confirmar el 25 de maig de 1900, seguida immediatament per la seva promoció a comandant.

### Ciència contra aventura
L'estructura de comandament de l'expedició estava encara per constituir. Markham havia decidit des del començament que el màxim responsable hauria de ser un oficial naval, no un científic. Scott, escrivint a Markham després del seu nomenament, reiterava que "cal tenir comandament total sobre el vaixell i els equips de terra", i va insistir que se'l consultés per a tots els nomenaments futurs. Tanmateix, la Comissió Mixta, amb l'aquiescència de Markham, tenia assegurada la presència com a director científic de l'expedició de John Walter Gregory, professor de geologia a la Universitat de Melbourne i anterior geòleg assistent al Museu Britànic. El punt de vista de Gregory, amb el suport de la part de la Royal Society a la comissió mixta, era que l'organització i comandament dels equips de terra havia d'estar a les seves mans: "... El Capità seria instruït per donar ajuda quan sigui requerida en operacions de dragatge, arrossegament amb xarxes, etc., i per posar els bots a disposició del personal científic". En la disputa que va seguir, Markham sostenia que el comandament de Scott sobre l'expedició sencera havia de ser total i inequívoc, i el mateix Scott va insistir en aquest punt fins al punt de renúncia. La posició de Markham i Scott va prevaldre i Gregory es va retirar dient que el treball científic no s'hauria "de subordinar a l'aventura naval".
Aquesta controvèrsia va agrir les relacions entre les dues societats de la comissió mixta, fins i tot quan va concloure l'expedició i es va reflectir en la crítica de la mesura i la qualitat d'alguns dels resultats publicats. Markham va manifestar que la seva insistència en el comandament naval era principalment una qüestió de tradició i estil, més que una discrepància amb la ciència. Havia deixat clar la seva opinió que, per si sol, el fet d'assolir una latitud més alta que un altre no era "digne de suport".

## Personal

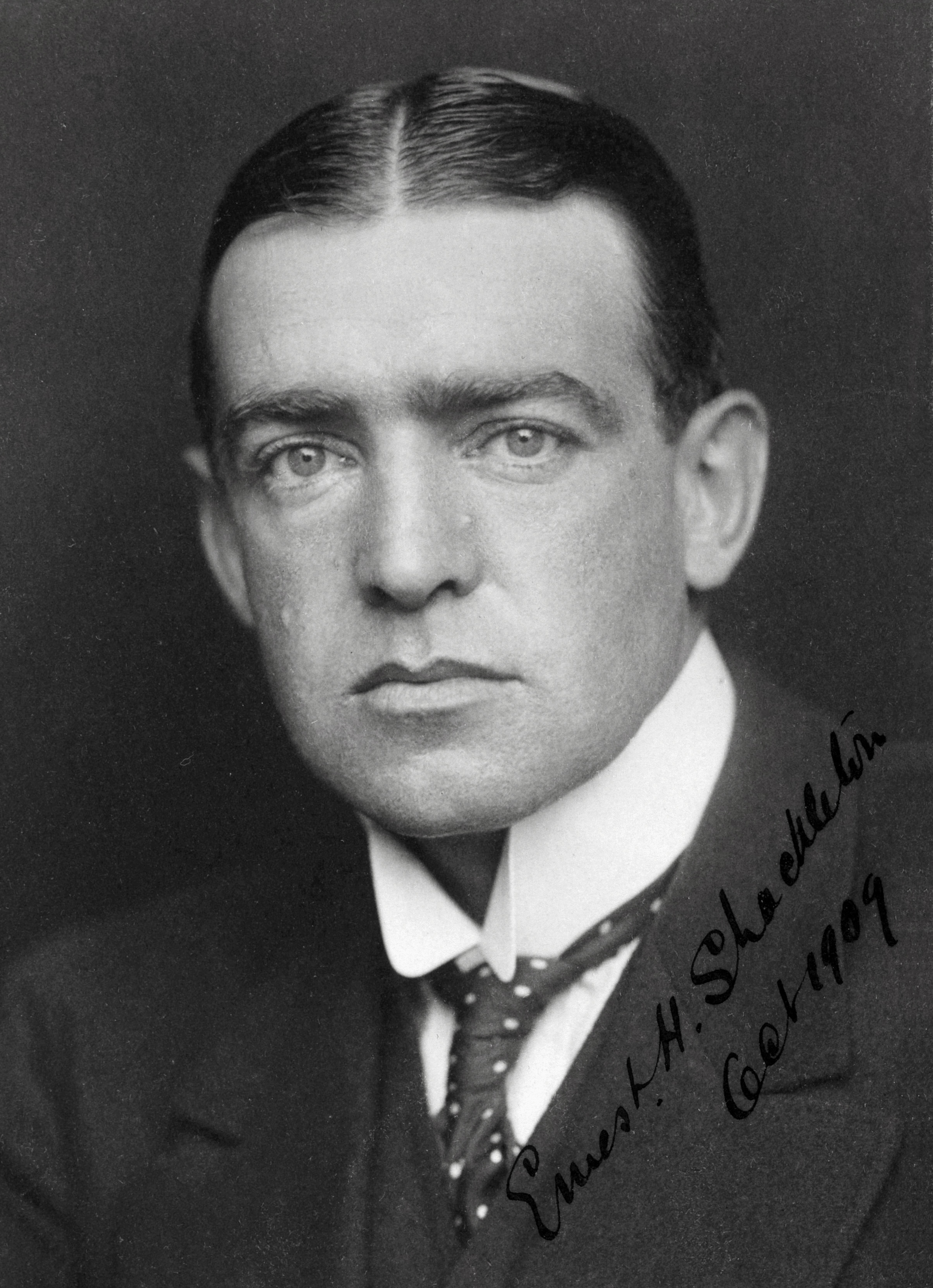
Ernest Shackleton, tercer oficial al Discovery

Markham havia confiat en una expedició íntegra de la Royal Navy, però va ser advertit per l'Almirallat que "les actuals restriccions del Servei Naval els impedirien d'aportar-hi oficials ...". Tanmateix, l'Almirallat va acceptar de donar permís a Scott, Charles Royds, i més tard, Michael Barne i Reginald Skelton per unir-se a l'expedició. Els oficials restants eren de la marina mercant britànica, incloent-hi Albert Armitage, el segon comandant, que tenia experiència amb l'Expedició àrtica d'Harmsworth de 1894–1897, i Ernest Shackleton, designat tercer oficial al càrrec de magatzems i provisions, i responsable de preparar els entreteniments. L'Almirallat també va donar permís a uns vint sotsoficials i mariners; la resta de la tripulació provenia del servei mercant, o d'activitats civils. Entre la marineria n'hi havia alguns que van acabar per convertir-se en veterans d'expedicions antàrtiques, incloent-hi Frank Wild, William Lashly, Thomas Crean (que s'uní a l'expedició després de la deserció d'un mariner a Nova Zelanda), Edgar Evans i Ernest Joyce. Encara que l'expedició no era un projecte formal de l'armada, Scott va proposar executar l'expedició en termes navals assegurant-se l'acord voluntari de la tripulació per regir-se per la Llei de Disciplina Naval.
L'equip científic era inexpert. El doctor George Murray, successor de Gregory com a científic principal, havia de viatjar només fins a Austràlia (de fet va deixar el vaixell a Ciutat del Cap), fent servir el viatge per a formar els científics, però sense prendre part en el treball concret de l'expedició. L'únic científic amb experiència antàrtica prèvia era Louis Bernacchi, que havia estat amb Borchgrevink com observador magnètic i meteoròleg. El geòleg, Hartley Ferrar, s'acabava de llicenciar a Cambridge amb 22 anys, i Markham en pensava que "podria fer-se un home". El biòleg marí Thomas Vere Hodgson, del museu de Plymouth, era més madur, igual que el més gran dels dos metges, Reginald Koettlitz, que amb trenta-nou anys, era el membre més gran de l'expedició. Ell, com Albert Armitage, havia estat amb l'expedició Jackson-Harmsworth. El zoòleg i metge més jove era Edward Wilson, que es va fer molt amic de Scott i li proporcionava la calma i paciència que, segons es deia, li mancaven al capità.

## Organització i objectius

### Finances
El cost total de l'expedició es va estimar en unes 90.000 lliures (equivalents uns 7,25 milions de lliures de 2009), de les quals 45.000 varen ser aportades pel govern britànic a condició que les dues societats aportessin una suma similar. Es va aconseguir, gràcies en gran part a una donació de 25.000 lliures del ric membre de la RGS, Llewellyn W. Longstaff. La mateixa Royal Geographical Society va col·laborar amb 8.000 lliures, la seva contribució més gran a una expedició fins a aquella data, i 5.000 aportades per Alfred Harmsworth, posteriorment lord Northcliffe, qui havia finançat anteriorment l'expedició Jackson-Harmsworth a l'Àrtida, 1894-1897. La resta s'obtingué amb donacions més petites. L'expedició també es va beneficiar del patrocini comercial: Colman's va aportar mostassa i farina, Cadbury's donava 1.600 kg. de xocolata, i Jaeger va fer un descompte d'un 40% a la roba especial. També varen fer algunes aportacions marques com Bird's (llevats), Bovril (extracte de bou) i d'altres.

### Vaixell

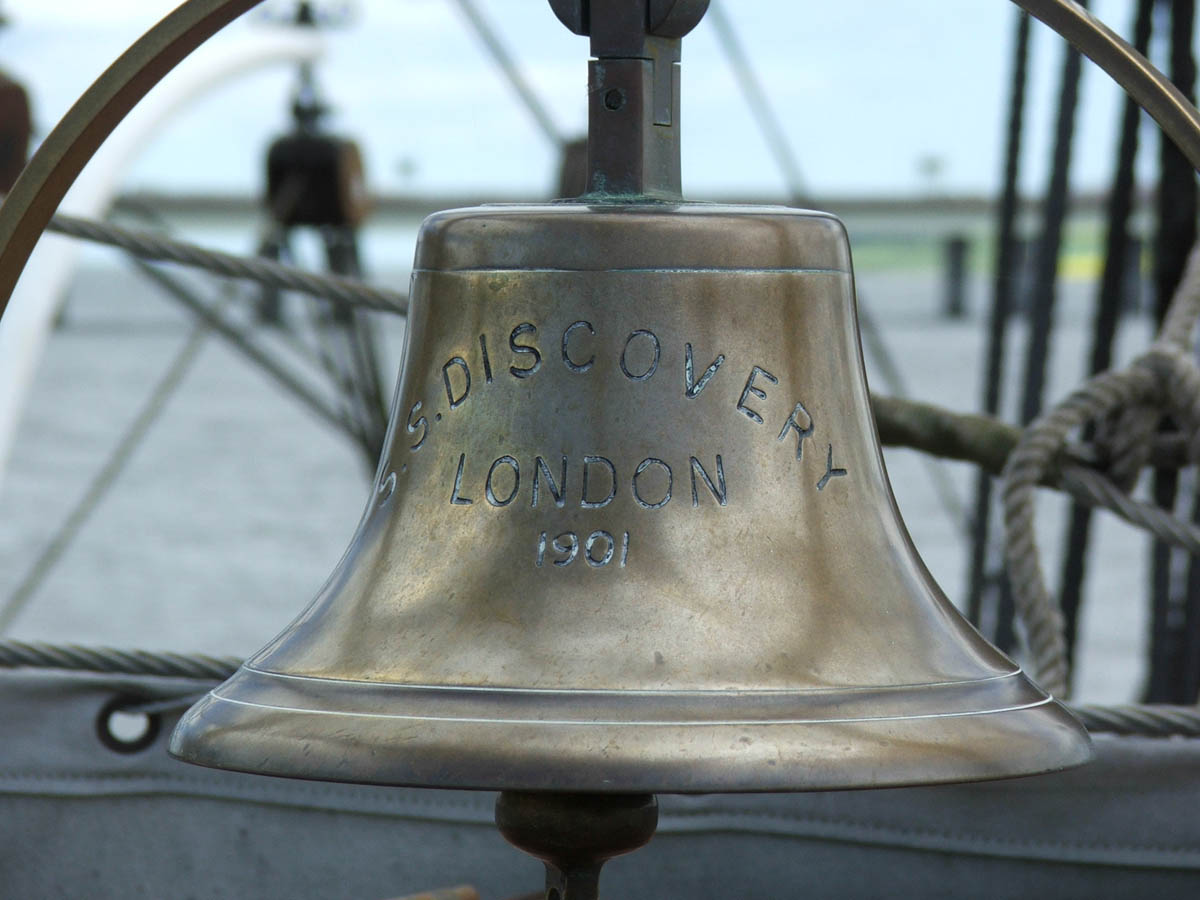
Campana de llautó amb la inscripció "SS Discovery, Londres 1901"

El vaixell de l'expedició va ser construït per la Dundee Shipbuilders Company com a vaixell especialitzat en investigació dissenyat per a treballar en aigües de l'Antàrtida. Va ser un dels últims vaixells de fusta a vela amb tres pals construïts a la Gran Bretanya. El cost de construcció va ser de 34.050 lliures (2,7 milions de 2009), més 10.322 per als motors, i el cost final després de totes les modificacions va ser de 51.000 (4,1 m). El nom tenia connotacions navals històriques, ja que així es deia un dels vaixells fets servir a l'expedició de Nares, i certs trets del vell vaixell es varen incorporar al disseny del nou. Va ser avarat per la senyora Markham el 21 de març de 1901 com SS Discovery.
Com que no era un vaixell de la Marina Reial, l'Almirallat no va permetre al Discovery enarborar la White Ensign. Finalment va navegar segons la Llei de Navegació Mercantil, portant la bandera de la RGS, la Blue Ensign i la bandera de proa del Reial Club Nàutic de Harwich.

### Objectius
L'expedició Discovery, com les de Ross i Borchgrevink, havia de treballar al sector del Mar de Ross a l'Antàrtida. S'havien considerat altres àrees del continent, però es va seguir el principi que "per anar al desconegut cal començar des del conegut".
Els dos objectius principals de l'expedició es resumien a les "Instruccions per al Comandant" de la comissió mixta i eren: "determinar, tant com sigui possible, la natura, condició i abast d'aquella porció de les terres polars del sud que s'inclouen a l'abast de la seva expedició", i fer un estudi magnètic de les regions australs al sud del paral·lel quaranta i fer investigacions i recerques meteorològiques, oceanogràfiques, geològiques, biològiques i físiques". Les instruccions estipulaven que "cap d'aquests objectius no s'havia de sacrificar per l'altre".
Les instruccions pel que fa a l'objectiu geogràfic eren més específiques: "els punts principals d'interès geogràfic són […] explorar la barrera de gel de Sir James Ross fins al seu extrem oriental; descobrir la terra que Ross creia que flanqueja la barrera cap a l'est, o certificar que no existeix […] Si decideixen passar l'hivern al gel... els seus esforços en el camp de l'exploració geogràfica haurien de ser dirigits a […] un avanç cap a les muntanyes occidentals, un avanç cap al sud, i una exploració de la regió volcànica".

## Expedició

### Primer any

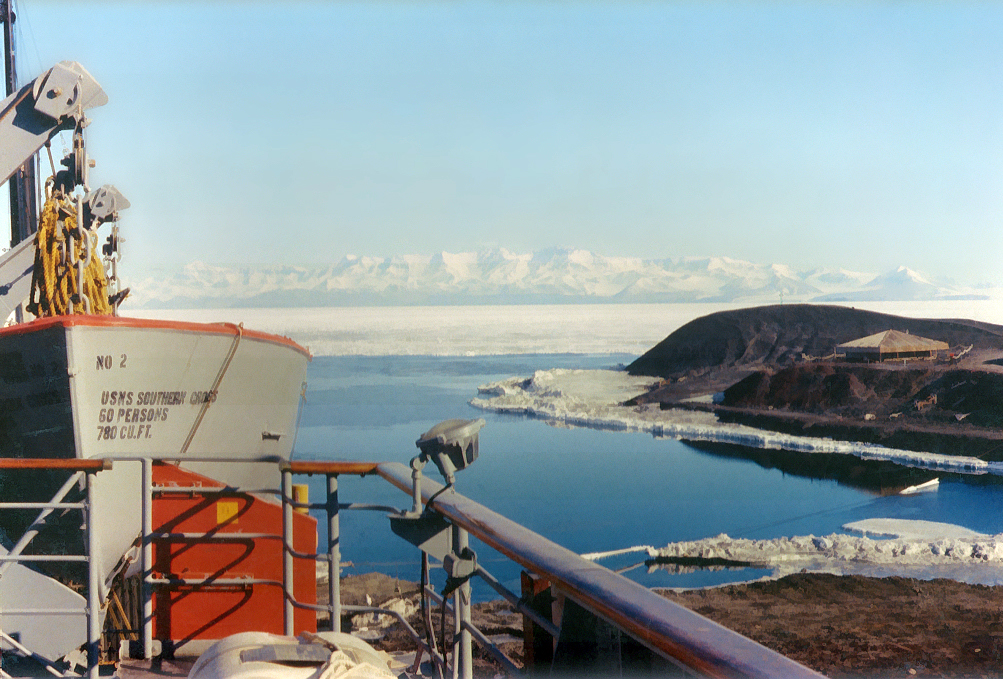
Una fotografia moderna de l'antic ancoratge del Discovery a Badia dels Quarters d'Hivern, a l'estret McMurdo, al costat de la cabana de Hut Point, que es pot veure al fons a la dreta

#### Viatge fins a l'Antàrtida
El Discovery va deixar Cardiff el 6 d'agost de 1901 i va arribar a Nova Zelanda via Ciutat del Cap el 29 de novembre després d'una marrada per sota dels 40°S per a fer el primer estudi magnètic. Després de tres setmanes de preparacions finals, estava llesta per al viatge cap al sud. El 21 de desembre, mentre el vaixell estava deixant Lyttelton Harbour enmig de grans aclamacions de la multitud, un mariner de coberta, Charles Bonner, va caure des del capdamunt del pal principal, on havia pujat per tal de tornar els aplaudiments de la multitud, i es va matar. Va ser enterrat a Port Chalmers, dos dies més tard.
El Discovery va continuar rumb cap al sud, arribant al Cap Adare el 9 de gener de 1902. Després d'atracar breument i d'examinar les restes del camp de Borchgrevink, el vaixell va continuar cap al sud al llarg de la costa de Terra de Victòria. A l'estret McMurdo el Discovery va virar cap a l'est, tocant terra una altra vegada al Cap Crozier on varen establir un punt de missatges de manera que els vaixells d'aprovisionament poguessin localitzar l'expedició. Llavors varen seguir la Barrera cap al seu extrem oriental on, el 30 de gener, varen confirmar l'existència de la terra pronosticada per Ross, i la varen anomenar península d'Eduard VII.
El 4 de febrer, Scott va desembarcar a la Barrera i va desplegar un globus d'observació que havia adquirit per als estudis aeris. Scott va pujar a bord i ràpidament va ascendir per sobre dels 180 m. amb el globus fermament lligat. Shackleton va realitzar un segon vol. Tot el que varen poder veure va ser la superfície inacabable de la Barrera. Wilson pensava, particularment, que els vols eren una "perfecta bogeria".

#### Badia dels Quarters d'Hivern
El Discovery va continuar rumb cap a l'oest a la recerca d'una ubicació permanent. El 8 de febrer s'introduïa a l'estret de McMurdo i una mica més tard ancorava en un punt prop del seu límit sud, que seria batejat com badia dels Quarters d'Hivern. Wilson va anotar: "Tots nosaltres ens vàrem adonar de la nostra molt bona fortuna en ser portats a un quarter d'hivern com aquest, segur per al vaixell, i un refugi perfecte de la pressió del gel". Stoker Lashly, tanmateix, pensava que era "un lloc monòton". Varen començar les activitats a terra aixecant dues cabanes a la península rocosa designada Hut Point. Una seria la Discovery Hut, i l'altre per a observacions magnètiques. Scott havia decidit que l'expedició hauria de continuar vivint i funcionant dalt del vaixell, permetent que el Discovery es mantingués al gel del mar congelat, deixant la cabana principal per a fer-la servir com a magatzem i alberg.
Ningú del grup no era bon esquiador i només Bernacchi i Armitage tenien alguna experiència amb trineus de gossos. Els resultats dels primers esforços dels homes per dominar aquestes tècniques no varen ser encoratjadors, i van reforçar la preferència de Scott pels trineus tirats per homes. Els perills d'un entorn poc conegut es van confirmar quan, l'11 de març, un grup que tornava d'un intent de viatge fins a cap Crozier es va quedar encallat en un pendent gelat durant un torb. En els seus intents de trobar un lloc més segur, un membre del grup, el mariner George Vince, va relliscar sobre la vora d'un penya-segat i es va matar. El seu cos mai no es va recobrar; en la seva memòria varen aixecar una creu amb una simple inscripció que encara roman al cim del promontori de Hut Point.
Durant els mesos hivernals de maig a agost els científics varen estar ocupats als seus laboratoris, mentre els altres preparaven la resta d'equipaments i provisions per al treball de la pròxima estació. Per a distreure's hi feien teatre d'afeccionats i activitats educatives en forma de conferències. Shackleton editava un diari, el South Polar Times. Amb tot, l'activitat a l'exterior no es va aturar del tot; jugaven a futbol sobre el gel i l'horari d'observacions magnètiques i meteorològiques es mantenia. Quan l'hivern es va acabar, es varen reprendre les proves amb trineus, per provar l'equip i racions abans del viatge al sud que Scott, Wilson i Shackleton havien d'emprendre. Mentrestant, un equip liderat per Royds viatjava al cap Crozier per deixar un missatge a la bústia de missatges i descobriren una colònia de pingüins emperador. Un altre grup, amb Armitage, reconeixien les muntanyes de l'oest, retornant l'octubre amb els primers símptomes d'escorbut. Més tard, Armitage culparia del brot a "l'objecció sentimental" de Scott a matar animals per a obtenir carn fresca. Immediatament varen revisar el règim alimentari de l'expedició i els problemes es varen poder contenir.

#### Viatge al Sud
Scott, Wilson i Shackleton varen marxar el 2 de novembre de 1902 amb gossos i equips de suport. El seu objectiu era "aconseguir arribar tan al sud com fos possible seguint la línia de gel de la Barrera, arribar al Pol si fos possible, o trobar qualsevol terra nova". La primera fita significativa fou l'11 de novembre, quan un equip de suport va superar el registre de Borchgrevink, el més austral fins aquell moment, dels 78° 50′. Tanmateix, la manca d'habilitat amb els gossos va ser aviat evident, amb un progrés molt lent. Després que els equips de suport haguessin retornat, el 15 de novembre, el grup de Scott va començar a portar les seves càrregues en relleus (transportant-ne la meitat i després retornant a buscar l'altra meitat), fent així tres milles per cada milla de progrés cap al sud. Les equivocacions que s'havien comès amb el menjar dels gossos, els van afeblir i Wilson es va veure obligat a matar els més dèbils i utilitzar-los com menjar per als altres. Els homes, també patien, afectats per la ceguesa de la neu, congelació i els primers símptomes d'escorbut, però continuaren cap al sud amb les muntanyes a l'oest. El dia de Nadal es va celebrar amb racions dobles, i un púding de Nadal que Shackleton havia portat per a l'ocasió, ocult entre els seus mitjons. El 30 de desembre de 1902, sense haver deixat la barrera, arribaren al seu punt més austral a 82° 17′ S. Els problemes es varen multiplicar en la tornada a casa, mentre els gossos restants morien i Shackleton emmalaltia d'escorbut. L'entrada del diari de Wilson del 14 de gener de 1903 admetia que "tots nosaltres tenim lleugers, però inequívocs símptomes d'escorbut". Scott i Wilson lluitaven per tirar endavant, amb Shackleton, que no podia tibar del trineu, caminant dificultosament al seu costat, i de vegades pujant al trineu. El grup finalment va arribar al vaixell el 3 de febrer de 1903 després de cobrir 1.540 km, en 93 dies, viatjant a una mitjana diària de poc més de 16 km.

### Arribada del vaixell de suport
Durant l'absència de l'equip del sud, va arribar el vaixell de suport, el Morning, portant subministraments frescos. Els organitzadors de l'expedició havien estimat que el Discovery estaria lliure del gel a començaments de 1903, permetent Scott fer els treballs d'exploració i estudis marítims abans que l'hivern comencés. Estava previst que el Discovery retornaria a Nova Zelanda el març o l'abril, i des d'allà tornaria a casa, a Anglaterra, via l'oceà Pacífic, continuant els seus estudis sobre magnetisme durant la ruta. El Morning proporcionaria qualsevol suport que li calgués a Scott durant aquest període.
Aquest pla es va frustrar, perquè el Discovery va romandre fermament bloquejat pel gel. Pel seu compte, Markham, l'impulsor de l'expedició, s'havia anticipat a aquest fet, i el capità del Morning, William Colbeck, portava una carta secreta que autoritzava a Scott a romandre un any més al gel. Com que això ja era inevitable, el vaixell de suport va oferir l'oportunitat perquè alguns membres del grup tornessin a casa. Entre aquests, en contra de la seva voluntat, hi havia un Shackleton convalescent, que Scott havia decidit que "no havia d'arriscar-se a noves dificultats en el seu actual estat de salut". S'ha situat en aquesta època una ruptura Scott-Shackleton, amb possibles antecedents en un suposat altercat durant el viatge al sud que havia provocat un irat intercanvi de paraules. Alguns d'aquests detalls varen ser aportats per Armitage, la relació del qual amb Scott s'havia descompost i que, un cop Scott, Wilson i Shackleton fossin morts, es va decidir a revelar detalls que desqualificaven Scott. D'altres proves indiquen que Scott i Shackleton encara varen mantenir bones relacions durant algun temps: Shackleton va anar a rebre l'expedició en el seu retorn a casa el 1904, i més tard va escriure una carta molt cordial a Scott.

### Segon any
Després de l'hivern de 1903, Scott es preparava per al segon viatge principal de l'expedició: un ascens a les muntanyes occidentals i l'exploració de l'interior de la terra de Victòria. El grup de reconeixement d'Armitage de l'any anterior havia iniciat una ruta fins a una altitud de 2.700 m. abans de retornar, però Scott desitjava caminar cap a l'oest des d'aquest punt, i, si fos possible, localitzar el pol Sud Magnètic. Després d'una sortida en fals a causa d'uns trineus defectuosos, un equip que comptava amb Scott, Lashly i Edgar Evans deixava el Discovery el 26 d'octubre de 1903.

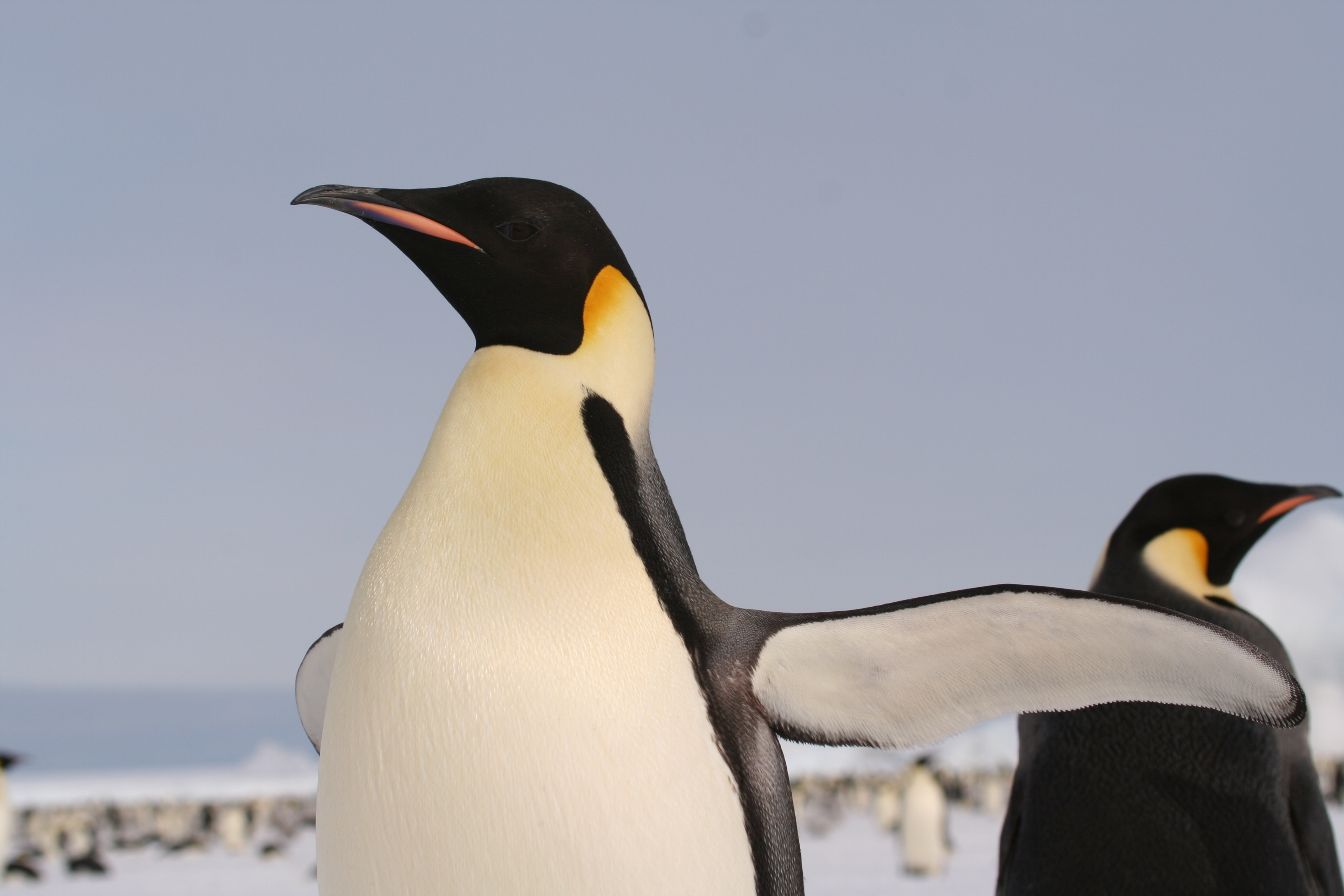
Pingüí emperador. La colònia de cap Crozier havia estat descoberta per un equip encapçalat per Charles Royds, l'octubre de 1902

Pujant a la glacera Ferrar, que prengué el seu nom del geòleg del grup, varen arribar a una alçada de 2.100 m. abans de restar immobilitzats en el campament durant una setmana per una tempesta de neu. Això els va impedir d'arribar a la cimera de la glacera fins al 13 de novembre. Llavors varen caminar més enllà de la fita aconseguida per Armitage, descobrint l'Altiplà Polar i esdevenint la primera expedició que la trepitjava. Després del retorn dels equips geològic i de suport, Scott, Evans i Lashly varen continuar cap a l'oest a través de la plana monòtona durant vuit dies més, recorrent una distància d'uns 240 km per arribar al seu punt més occidental el 30 de novembre. Havien perdut les seves taules de navegació en un vendaval durant la pujada a les glaceres i no sabien exactament on eren, i no tenien cap marca per ajudar-los a fixar la posició. El viatge de retorn a la glacera Ferrar es va realitzar en unes condicions que els limitaven a fer només una milla per hora, amb els subministraments minvant i dependents de la intuïció de Scott per a orientar-se. Durant el descens de la glacera, Scott i Evans varen sobreviure a una caiguda potencialment fatal en una esquerda, abans de descobrir una àrea lliure de neu, les Valls Seques, un estrany fenomen antàrtic. Lashly va descriure la vall seca com un "lloc esplèndid per a plantar-hi patates". El grup va arribar al Discovery el 24 de desembre, després d'un viatge d'anada i tornada de mil cent vint km. coberts en 59 dies. La seva mitjana diària de més de 22 km. amb trineus tirats per homes era significativament millor que l'aconseguida amb gossos en el viatge al sud de l'any anterior, un fet que reforçava els prejudicis de Scott contra els gossos. L'historiador polar David Crane va definir aquest viatge a l'oest com "un dels grans viatges de la història polar".
Es varen realitzar uns quants viatges més durant l'absència de Scott. Royds i Bernacchi varen viatjar durant 31 dies a la barrera en direcció sud-est, observant el seu caràcter uniformement pla i fent altres lectures magnètiques. Un altre equip havia explorat la glacera de Koettlitz al sud-oest, i Wilson havia viatjat al cap Crozier per observar de prop la colònia de pingüins emperador.

### Segona expedició de suport
Scott havia confiat tornar i trobar-se el Discovery alliberat del gel, però romania encallat. Varen començar a treballar amb serres de gel, però després de 12 dies només havien aconseguit obrir dos talls paral·lels d'uns 140 m., mentre que el vaixell encara estava a 32 km del mar obert. El 5 de gener de 1904 el vaixell de relleu Morning va tornar, aquesta vegada amb un segon vaixell, el Terra Nova. Colbeck portava instruccions estrictes de l'Almirallat que, si el Discovery no estava alliberat abans d'una certa data, hauria de ser abandonat i la tripulació retornada a casa en els dos vaixells de relleu. Aquest ultimàtum era conseqüència de la dependència que Markham havia adquirit amb el Tresor per trobar fons per a aquesta segona expedició de relleu, ja que la caixa de l'expedició era buida. L'Almirallat pagaria els costos només amb les seves condicions. El termini acordat entre els tres capitans era el 25 de febrer, i es va convertir en una cursa contra el temps per aconseguir que els vaixells de suport arribessin al Discovery, encara bloquejat a Hut Point. Per precaució, Scott va començar a transferir els seus espècimens científics als altres vaixells. Es varen fer servir explosius per a trencar el gel i els equips de les serres continuaven treballant, però tot i que els vaixells de socors van ser capaços d'arribar molt a prop, a finals de gener el Discovery encara estava bloquejat pel gel a tres km. dels rescatadors. El 10 de febrer Scott va acceptar que l'hauria d'abandonar, però el 14 de febrer gran part del gel es va trencar sobtadament i el Morning i el Terra Nova varen per fi poder navegar fins al costat mateix del Discovery. Una darrera càrrega explosiva va treure el gel restant el 16 de febrer i l'endemà, després d'un últim ensurt quan es va encallar temporalment en un banc de sorra, el Discovery començava el viatge de retorn a Nova Zelanda.

## Tornada
Al seu retorn a Gran Bretanya, la recepció de l'expedició va ser inicialment silenciada. Markham va ser present per rebre el Discovery a Portsmouth quan va atracar el 10 de setembre de 1904, però cap dignatari va rebre l'equip quan el vaixell va arribar a Londres uns dies més tard. Tanmateix, l'entusiasme públic per l'expedició era considerable, i posteriorment es va realitzar un reconeixement oficial. Scott va ser promogut ràpidament a capità i convidat al castell de Balmoral per conèixer el rei Eduard VII, que li concedí el Reial Orde Victorià (CVO). També va rebre diverses condecoracions i premis de l'estranger, incloent-hi la Legió d'Honor francesa, mentre alguns oficials i tripulants varen obtenir la Medalla polar.
Els resultats geogràfics principals de l'expedició varen ser la descoberta de la península d'Eduard VII; la pujada a les Muntanyes Transantàrtiques i la descoberta de l'Altiplà Polar; el primer viatge en trineu a l'altiplà; i el viatge a la Barrera fins a un punt màxim de 82° 17′ S. Es va determinar que l'illa de Ross era una illa, es varen cartografiar les Muntanyes Transantàrtiques fins a la latitud 83°S, així com les posicions i alçades de més de 200 muntanyes individuals. També es van identificar i anomenar molts altres accidents geogràfics, i es va fer una detallada cartografia de la costa.
Es varen realitzar també descobertes científiques d'importància essencial. Aquests incloïen les Valls Seques, sense neu, a les muntanyes occidentals, la colònia de pingüins emperador al Cap Crozier, proves científiques que la Barrera de Gel era una lleixa de gel flotant, i un fòssil de fulla descobert per Ferrar que ajudava a establir la relació de l'Antàrtida amb el supercontinent de Gondwana. Es varen recollir milers d'espècimens geològics i biològics, a més d'identificar noves espècies marines. La localització del Pol Sud Magnètic va ser calculada amb una precisió raonable.
Una aprovació general dels resultats científics per part del Cap Hidrogràfic de l'armada (i anterior adversari de Scott) Sir William Wharton va ser encoratjadora. Tanmateix, quan es varen publicar les dades meteorològiques, la seva precisió va ser debatuda pels científics de prestigi, fins i tot pel President de la Societat Física de Londres, el Dr. Charles Chree. Scott defensava el treball del seu equip, mentre privadament admetia que la documentació de Royds en aquest camp havia estat "terriblement barroera".
El fracàs en evitar l'escorbut va ser resultat del desconeixement mèdic de les causes de la malaltia més que culpa de l'expedició. En aquella època se sabia que un règim basat en carn fresca podia proporcionar una cura, però no que la seva manca n'era una de les causes. Per això, s'havien endut carn fresca de foca al viatge cap al sud "per si de cas ens trobem atacats per l'escorbut". A l'Expedició Nimrod de 1907-1909, Shackleton va evitar la malaltia amb una provisió dietètica prudent, incorporant-hi carn fresca de pingüí i de foca. Tanmateix, el Tinent Edward Evans gairebé en va morir durant l'expedició Terra Nova de 1910-1913, i l'escorbut va ser especialment devastador amb l'equip del Mar de Ross durant 1915-1916. La malaltia va representar un perill fins que les seves causes es varen poder determinar definitivament, uns vint-i-cinc anys després de l'Expedició Discovery.

## Seqüeles
A Scott se li va donar permís de l'Armada per a escriure el relat oficial de l'expedició, El Viatge del Discovery, que va ser publicat el 1905 amb èxit de vendes. Però la narració de Scott sobre la baixa forma de Shackleton durant el viatge al sud va portar a un desacord entre els dos homes, especialment per la versió de Scott de fins a quin punt l'havien hagut de carretejar en trineu. El missatge implícit era que el cansament de Shackleton havia estat la causa del relatiu poc èxit del viatge al sud.
Scott finalment continuaria la seva carrera naval, primer com a ajudant del Director d'Intel·ligència Naval i posteriorment, l'agost de 1906, com capità de bandera del contraalmirall George Egerton al HMS Victorious. En aquesta època havia esdevingut un heroi nacional, i l'expedició es presentava al públic com un triomf. Aquesta eufòria no era propícia per una anàlisi objectiva ni una avaluació que considerés les fortaleses i les debilitats de l'expedició. En particular, la glorificació per part de Scott del transport amb força humana com una cosa intrínsecament més noble que altres tècniques de viatge pel gel, va dur a un recel general dels mètodes tradicionals amb esquís i gossos, idea que van heretar expedicions posteriors. Això desconcertava experimentats viatgers sobre gel com Fridtjof Nansen, a qui se solia demanar consell, si bé sovint se l'ignorava.
L'Expedició Discovery va catapultar les carreres antàrtiques d'uns quants homes que es varen convertir en membres habituals o fins i tot líders d'expedicions al llarg dels següents quinze anys. A part de Scott i Shackleton, tant Frank Wild com Ernest Joyce, del nivell inferior, varen tornar repetidament al gel, aparentment incapaços de tornar a adaptar-se a la vida normal. William Lashly i Edgar Evans, companys de Scott en el viatge occidental de 1903, es van incorporar als plans futurs del seu líder i es varen convertir en els seus encarregats regulars dels trineus. Tom Crean va seguir tant a Scott com a Shackleton en expedicions posteriors. El tinent "Teddy" Evans, primer oficial del vaixell de relleu Morning, va fer plans per liderar una expedició pròpia, abans d'associar-se amb Scott el 1910.
Poc després de reprendre les seves obligacions navals, Scott revelava la seva intenció de retornar a l'Antàrtida a la Royal Geographical Society, però la informació no es va fer pública en aquell moment. Scott fou avançat per Shackleton, que al començament de 1907 va anunciar els seus plans per liderar una expedició amb idèntics objectius d'arribar als Pols Sud geogràfic i magnètic. Sota coacció, Shackleton va acceptar no treballar des de l'estret McMurdo, que Scott estava reclamant com la seva pròpia àrea de treball. Shackleton, incapaç de trobar un punt de desembarcament segur enlloc més, es va veure forçat a trencar aquesta promesa. La seva expedició va tenir molt d'èxit, acabant la seva marxa al sud a 88° 23′, a menys de 100 milles geogràfiques des del Pol Sud, mentre el seu equip del nord atenyia el pol Sud Magnètic. Tanmateix, l'incompliment de Shackleton del seu compromís va provocar una ruptura significativa en les relacions entre els dos homes i que Scott es referís al seu antic company com un mentider i un bergant.
Els plans de Scott a poc a poc es van convertir en realitat - una expedició científica i geogràfica a gran escala amb la conquesta del Pol Sud com a objectiu principal. Scott estava ansiós d'evitar l'amateurisme que havia estat associat amb el treball científic de l'Expedició Discovery. Va nomenar Edward Wilson com el seu director científic i aquest va seleccionar un equip experimentat. L'expedició va arrencar el juny de 1910 amb el Terra Nova, un dels vaixells de relleu del Discovery. El seu programa es va complicar per l'arribada simultània a l'Antàrtic de l'expedició noruega de Roald Amundsen. L'equip d'Amundsen va arribar al Pol Sud el 14 de desembre de 1911 i van tornar sans i estalvis. Scott i quatre companys, incloent-hi Wilson, van arribar al Pol el 17 de gener de 1912. Tots cinc moririen al viatge de retorn.